# 혼다 레이싱
혼다 레이싱(일본어: ホンダ・レーシング, 영어: Honda Racing Corporation, HRC)은 일본의 기업 혼다의 모터스포츠 회사이다.